# 忠北清州FC
忠北清州FC（チュンブクチョンジュFC、韓国語: 충북 청주 FC、英語: Chungbuk Cheongju Football Club）は、大韓民国の忠清北道清州市を縁故地（ホームタウン）とするサッカークラブである。

## 概要
公式には2023年1月3日がプロサッカークラブの創立日となっているが、前身クラブに遡れば2002年の創立となる。運営主体である株式会社忠北清州プロ蹴球団は清州市を本拠とする半導体機器関連企業のSMCエンジニアリングを中心に複数の地元中堅企業、社会的協同組合および忠清北道と清州市によって設立され、代表取締役にはSMCエンジニアリング創業者のキム・ヒョンジュが就任している。企業と地方自治体からなるコンソーシアムによって保有される韓国では珍しい形態のプロサッカークラブである。
エンブレムは六角形にライオンの顔を配置したデザインとなっており、六角形はサッカーボール、ライオンのたてがみは忠清北道の地形、ライオンの頭部は忠清北道および清州市の花に制定されているハクモクレンをそれぞれモチーフとしている。
マスコットキャラクターはライオンのチャバとレオニーである。
クラブの収益を増やす施策の一環として2024年1月にベーカリーカフェPOIL DE CALOTTEを清州市内にオープンし、カフェ運営会社の株式会社ポイドキャロットベーカリーカフェが新たに忠北清州FCの公式スポンサーに加わった。ブランド名はジュール・ルナールの小説にんじんに由来する。
Kリーグ参入後に短期間で多くのスポンサーを獲得しクラブ自身で収益を確保したことから、2024年11月29日に開催されたKリーグアウォーズ2024授賞式ではクラブ運営のベストプラクティスとして功労賞を受賞している。

## 歴史
2002年、前身となる清州ソルヴェイグサッカー会が創立。清州放送がスポンサーとなり2009年に清州興徳FCに改名し旧K3リーグに参加した。
2014年に清州放送がスポンサーから撤退し市民クラブとして運営することになり忠北清州FCに改名。しかし、翌2015年には清州FCへと再度改名する。
一方、2016年には同じ清州市に清州シティFCが設立された。韓国のサッカークラブで初めて文化体育観光部から社会的協同組合設立の認定を受けたことで知られる忠清南道天安市の天安FCが財政難に陥り、SMCエンジニアリング創業者社長のキム・ヒョンジュが買収して縁故地を移転する形で設立されたクラブである。SMCエンジニアリングも実業団である清州SMCエンジニアリングFCを擁してアマチュアリーグに参戦していたが、LG半導体や現代電子での勤務を経て1992年にSMCエンジニアリングを創業したキム・ヒョンジュはサッカー愛の強い人物として知られており、これ以降彼は清州市にプロサッカークラブを作る構想を推進していくこととなる。
2016年9月27日、清州FCと清州シティFCは統合協約書を交わした。清州FC社会的共同組合の下に清州シティFCを母体とするプロチームおよび清州FCを母体とするアマチュアチームの運営にあたるという計画であった。しかし、この年には統合は実現しなかった。
2017年には清州市がプロサッカークラブ創設運営支援同意案とプロサッカークラブ支援条例案を相次いで市議会に提出したが、いずれも市議会の行政文化委員会で否決された。
2018年、清州FCと清州シティFCの統合が正式に決定し、公募を経て12月5日に統合クラブの名称が清州FCに決定した。
2019年9月30日、清州はSMCエンジニアリングと中堅建設会社の新東亜総合建設からなるコンソーシアムが後援する企業クラブとして韓国プロサッカー連盟にプロサッカークラブ創団意向書を提出した。ところが、12月2日に行われた韓国プロサッカー連盟理事会で、企業クラブとして加盟申請した清州については持続的な運営が難しいと判断されて却下され、Kリーグ参入はまたしても果たせなかった。他方で、牙山ムグンファFCの純粋な市民クラブへの転換およびKリーグ2参加については理事会で承認された。
2022年4月25日、清州市が提出した株式会社忠北清州プロ蹴球団創立運営支援協約締結同意案が清州市議会行政文化委員会を通過。この同意案には忠清北道と清州市がそれぞれ年20億ウォンの補助金を株式会社忠北清州プロ蹴球団に対して創立後5年間交付することが盛り込まれている。議会の決定を受けて、株式会社忠北清州プロ蹴球団は4月末に韓国プロサッカー連盟にプロサッカークラブ創立申請を行なった。
2022年6月23日、韓国プロサッカー連盟の理事会において株式会社忠北清州プロ蹴球団の入会が承認された。これにより2016年シーズンを最後に解散した忠州ヒュンメルFC以来7シーズンぶりに忠清北道のプロサッカークラブが誕生することになり、また、韓国の第一級行政区画では世宗特別自治市を除き全てKリーグクラブを有することになる。
理事会での承認を受けて6月27日、初代監督にSHINeeのミンホの父親としても知られる崔允謙を選任。7月から統括ディレクターを務めて、チーム編成やアカデミーの構築に着手することになった。
なお、清州FCとしての最後のシーズンをK3リーグ16チーム中14位で終えているが、Kリーグ入会要件にK3リーグの成績は含まれていないためKリーグ2参入に支障はない。

## 過去の成績
| シーズン | ディビジョン             | ディビジョン | ディビジョン | ディビジョン | ディビジョン | ディビジョン | ディビジョン | ディビジョン | ディビジョン | 韓国FAカップ |
| シーズン | リーグ                   | 試           | 勝           | 分           | 敗           | 得           | 失           | 点           | 順位         | 韓国FAカップ |
| -------- | ------------------------ | ------------ | ------------ | ------------ | ------------ | ------------ | ------------ | ------------ | ------------ | ------------ |
| 2009     | K3リーグ（旧）           | 32           | 15           | 6            | 11           | 61           | 47           | 51           | 8位          | 2回戦敗退    |
| 2010     | K3リーグ（旧）           | 25           | 13           | 7            | 5            | 47           | 24           | 46           | 6位          | 1回戦敗退    |
| 2011     | チャレンジャースリーグ   | 22           | 11           | 7            | 4            | 43           | 25           | 40           | 6位          | 1回戦敗退    |
| 2012     | チャレンジャースリーグ   | 25           | 14           | 7            | 4            | 72           | 30           | 49           | 4位          | ベスト32     |
| 2013     | チャレンジャースリーグ   | 25           | 13           | 7            | 5            | 52           | 31           | 46           | 4位          | 2回戦敗退    |
| 2014     | K3チャレンジャースリーグ | 25           | 12           | 6            | 7            | 60           | 38           | 42           | 6位          | 1回戦敗退    |
| 2015     | K3リーグ（旧）           | 25           | 10           | 4            | 11           | 52           | 51           | 34           | 10位         | 3回戦敗退    |
| 2016     | K3リーグ（旧）           | 19           | 5            | 2            | 12           | 20           | 33           | 17           | 15位         | 2回戦敗退    |
| 2017     | K3リーグアドバンス       | 22           | 7            | 9            | 6            | 18           | 19           | 30           | 7位          | 3回戦敗退    |
| 2018     | K3リーグアドバンス       | 22           | 6            | 2            | 14           | 19           | 37           | 20           | 10位         | 2回戦敗退    |
| 2019     | K3リーグアドバンス       | 22           | 8            | 4            | 10           | 29           | 32           | 28           | 8位          | ベスト16     |
| 2020     | K3リーグ                 | 22           | 9            | 7            | 6            | 25           | 25           | 34           | 10位         | 2回戦敗退    |
| 2021     | K3リーグ                 | 28           | 9            | 7            | 12           | 37           | 39           | 34           | 11位         | 3回戦敗退    |
| 2022     | K3リーグ                 | 30           | 7            | 9            | 14           | 21           | 41           | 30           | 14位         | 2回戦敗退    |
| 2023     | Kリーグ2                 | 36           | 13           | 13           | 10           | 37           | 42           | 52           | 8位          | 3回戦敗退    |
| 2024     | Kリーグ2                 | 36           | 8            | 16           | 12           | 32           | 42           | 40           | 10位         | ベスト16     |

## 歴代監督
- 崔允謙（朝鮮語版） 2023-2024.10[18][19]
- 権五奎（朝鮮語版） 2024.10-12（代行）、2024.12-2025.6[20][21]
- 崔相賢（朝鮮語版） 2025.6-（代行）[22]

## 歴代所属選手
- 崔正漢 2020-2022
- ピーター・マクリロス 2023
- 朴建 2023
- 三幸秀稔 2024
- 朴虔佑 2025

## アカデミー
プロクラブ化にあたって2023年にU-12チームを、2024年にU-15チームを創設。U-18チームについては忠清北道教育庁を通じて指定学校を公開募集し、雲湖高等学校が指定学校に選定された。雲湖高等学校サッカー部は1973年創立で既に50年の歴史があったが、忠北清州U-18チームとして再創立され、2024年2月26日に創立式が行われた。
ところが雲湖高校は2025年5月に学校体育所委員会を開いて「学校運動部（サッカー部）解除案」を可決。7月に清州教育支援庁に申請を行って8月頃にサッカー部を解散する方針を示した。雲湖高校はサッカー部解散の理由として、選手募集の限界および忠北清州U-18チーム化に伴う管理監督責任の（学校側とクラブ側の）二元化に起因する運営上の困難を理由に挙げている。